# 三木聖子
三木 聖子（みき せいこ、1956年12月12日 - ）は、日本の元歌手、元女優である。1970年代後半に短期間活動して引退した。身長は156センチメートル。
福岡県久留米市出身。明光学園高等学校卒業。

## 人物・来歴
中学1年時から茶道（表千家）と日本舞踊（花柳流）を習い始める。中学3年間を体操部で活動した。
級友が三木の写真をNETテレビのオーディション番組『スター・オン・ステージ あなたならOK!』へ送り、1973年5月に番組の決勝大会で準優勝する。フリーパスの出来レースであった。1975年から渡辺プロダクションに所属して上京し、数か月後に、沢田研二が主演するTBSのテレビドラマ『悪魔のようなあいつ』で初めて演技する。沢田扮する「可門良」の妹「可門いづみ」として、ベッドシーン、暴行、入浴などの場面を演じた。
同時期に荒井由実が作詞と作曲した『まちぶせ』を歌唱する。代表曲は他に、松本隆作詞で大野克夫作曲の『三枚の写真』（1977年）がある。計3枚のシングルとオリジナルアルバム1枚を発表後に「近田春夫事務所」へ移籍したが、喉を痛めて歌手活動を断念して引退する。
のちに渡辺プロダクションから独立した大里洋吉が興した芸能事務所「アミューズ」へ入社し、企画職と営業職として勤務する。1991年にアミューズ仙台事務所の初代所長に抜擢されて仙台市へ転居する。仙台を第二の故郷として、1994年に仙台市青葉区国分町にクラブ「MuMu 仙台店（本店）」（ムームー）を開店し、2020年9月18日に閉店する。 仙台市で結婚して3女をもうけた。
2017年11月に東京都中央区銀座でクラブ「MuMu 銀座店」を開店し、2019年に店舗のウェブサイトを開設する。

## おもな出演作品

### バラエティ番組
- 夜のヒットスタジオ（フジテレビ）
- 爆報! THE フライデー（2014年8月29日、TBS）
- ぎんざNOW!（アシスタント、TBS）
- 他多数

### テレビドラマ
連続ドラマ
- 悪魔のようなあいつ（1975年6月6日 - 9月26日、TBS）
- 新・坊っちゃん（1975年12月12日、NHK総合） - 第9話「逢ふて別れてふたたびは」
- 禁じられた美徳（1976年、TBS） - 第5、12話
- 早春物語（1976年、TBS・木下恵介・人間の歌シリーズ）
- 恋人たちの河（1976年、TBS）
- 火の路（1976年4月8日 - 5月27日、NHK総合）
- 大都会 闘いの日々（1976年1月20日、日本テレビ） - 第3話「身がわり」
- 敬礼!さわやかさん（1976年3月29日、テレビ朝日） - 第22話「私は花の交通係」
- 大江戸捜査網（1976年5月1日、テレビ東京） - 第137話「誇り高き父子鷹」 おけい 役
- 水戸黄門 第7部（1976年6月21日、TBS） - 第5話「何の因果で若旦那 -花巻-」 おはつ 役
- 刑事物語・星空に撃て!（1977年1月17日、フジテレビ） - 第15話「消えた女子高校生」
- 小さなスーパーマン ガンバロン（1977年4月24日、日本テレビ） - 第4話「負けるな!ナマズ大地震」

単発ドラマ
- 雪あかりの愛（1976年1月25日、TBS・東芝日曜劇場）
- 母のあしおと（1976年5月2日、TBS・東芝日曜劇場）

## ディスコグラフィ

### シングル
1. まちぶせ　作詞・作曲：荒井由実　編曲：松任谷正隆（1976年6月25日）
（c/w）少しだけ片想い　作詞・作曲：荒井由実　編曲：瀬尾一三
2. 恋のスタジアム 作詞：荒井由実　作曲：和泉常寛　編曲：船山基紀（1976年10月10日）
（c/w）明日になれば　作詞：竜真知子　作曲：小泉まさみ　編曲：船山基紀
3. 三枚の写真　作詞：松本隆　作曲：大野克夫　編曲：船山基紀（1977年1月25日）
（c/w）哀しみ専科　作詞：松本隆　作曲：大野克夫　編曲：船山基紀

### オリジナルアルバム
- 聖子 （1976年12月10日）
  1. ドリーミィ・スカイライン
作詞：八角朋子／作曲：佐瀬寿一／編曲：船山基紀
  2. 明日になれば
作詞：竜真知子／作曲：小泉まさみ／編曲：船山基紀
  3. 愛の旅
作詞：里中満智子／作曲：佐藤健／編曲：船山基紀
  4. まちぶせ
作詞：荒井由実／作曲：荒井由実／編曲：松任谷正隆
  5. そよ風のためいき
作詞：喜多条忠／作曲：佐瀬寿一／編曲：船山基紀
  6. さよならのマリーナ
作詞：喜多条忠／作曲：佐藤健／編曲：佐藤健
  7. 恋のスタジアム
作詞：荒井由実／作曲：和泉常寛／編曲：船山基紀
  8. つぶやき
作詞：竜真知子／作曲：佐瀬寿一／編曲：船山基紀
  9. ホロスコープ
作詞：竜真知子／作曲：佐藤健／編曲：船山基紀
  10. 少しだけ片想い
作詞：荒井由実／作曲：荒井由実／編曲：瀬尾一三
  11. もうひとつの愛
作詞：喜多条忠／作曲：佐藤健／編曲：佐藤健

### ベストアルバム
- お元気ですか? 三木聖子 with Love（LP：1982年、CD：1990年11月21日）
  1. まちぶせ
  2. 恋のスタジアム
  3. ドリーミィ・スカイライン
  4. 明日になれば
  5. 三枚の写真
  6. さよならのマリーナ
  7. 少しだけ片想い
  8. ホロスコープ

- 三木聖子・BEST（2002年2月20日）
  1. ドリーミィ・スカイライン
  2. 明日になれば
  3. 愛の旅
  4. まちぶせ
  5. そよ風のためいき
  6. さよならのマリーナ
  7. 哀しみ専科
  8. 三枚の写真
  9. 恋のスタジアム
  10. つぶやき
  11. ホロスコープ
  12. 少しだけ片想い
  13. もうひとつの愛

- Myこれ!Lite 三木聖子（通常盤：2010年4月21日、UHQCD盤：2016年6月15日）
  1. ドリーミィ・スカイライン
  2. 明日になれば
  3. 愛の旅
  4. まちぶせ
  5. そよ風のためいき
  6. さよならのマリーナ
  7. 三枚の写真
  8. 恋のスタジアム
  9. つぶやき
  10. ホロスコープ
  11. 少しだけ片想い
  12. もうひとつの愛